# Pekings antika observatorium

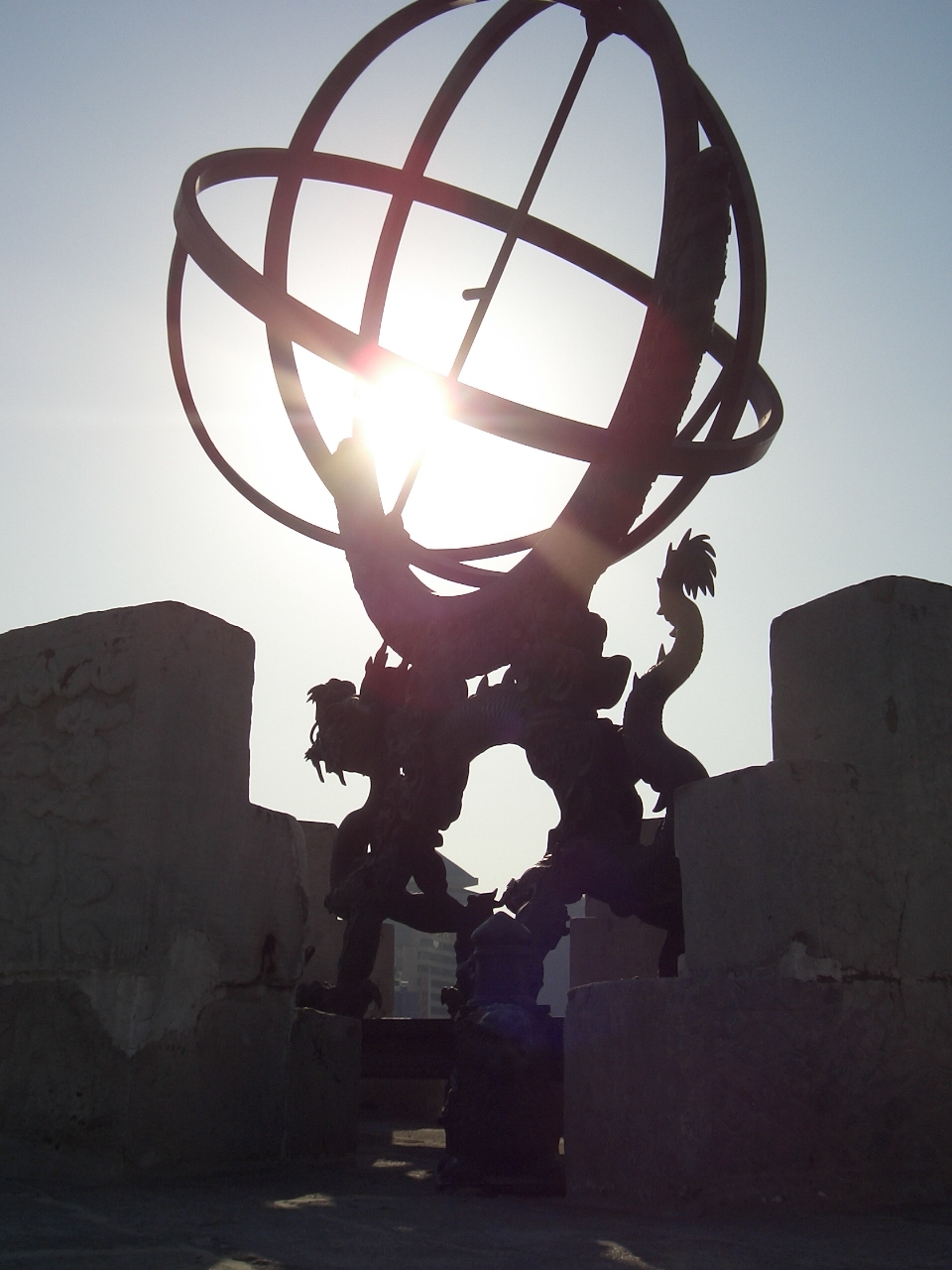
En av armillarsfärerna

Pekings antika observatorium, běi jīng gǔ guān xiàng tái (北京古觀象台 eller 北京古观象台), är ett kinesiskt observatorium från tiden före teleskopen beläget i centrala Peking bakom bröstvärnet på ett gammalt vakttorn. De en gång revolutionerande verktygen som användes vid observatoriet byggdes 1442 under Mingdynastin. Under Qing förbättrades de med jesuitisk teknik. Observatorieområdet inrymmer även ett historiskt museum över kinesisk astronomi, astrologi och kalenderutveckling.

## Historia
Observatoriet härrör från Kublai Khans dagar, då beläget norr om dess nuvarande plats. Det flyttades och återuppfördes mellan 1437 och 1446 och är därmed ett av de äldsta bevarade i världen. Dess funktion var att förse kejsaren med astrologiska förutsägelser inför militära operationer och navigeringsinformation för sjöfarten. Jesuiterna som inte enbart var missionärer utan den tidens lärda män, kom till staden 1601. Matteo Ricci och hans följe fick tillstånd att arbeta med kinesiska vetenskapsmän och visade sig överlägsna i kalenderhanteringen. De hade snart etablerat sig som hovets rådgivare med kontroll över observatoriet.
"Beijing Ancient Observatory" täcker idag en yta om en hektar. Utrymmet upptas dels av en tio meter hög tegelstensplattform med ett antal bronsinstrument på toppen. Själva observatoriet är placerat på taket av en stenbyggnad som inrymmer helt annan verksamhet. I anslutning till detta finns en bookshop och det astronomiska museet, som omfattar flera separata salar över olika ämnen runt en innegård där ytterligare en armillarsfär är uppställd. 
Under senare Qingdynastin invaderade de allierade Peking och passade då på att lägga beslag på de kinesiska instrumenten. Dessa återlämnades dock vid första världskrigets slut av de franska och tyska styrkorna, även om en viss osäkerhet råder om de alla är originalen.
För den som är intresserad av ento- och arkeoastronomi är observatoriet värt ett besök och ligger lätt åtkomligt nära stationen Jianguomen (建国门) av tunnelbanan under Chang An avenyn. Det hör dock inte till de välbesökta turistattraktionerna och kan utan förklaring vara tillfälligt stängt på ordinarie öppettid. På observatoriets tak kan man beskåda instrument som celest glob, teodolit, kvadrant, sextant och två armillarsfärer. Museets olika montrar har nästan alla en kortfattad beskrivning även på engelska.